# Lespesia rufomaculata
Lespesia rufomaculata là một loài ruồi trong họ Tachinidae.